# Hussein da Jordânia
Hussein bin Talal (em árabe: حسين بن طلال‎; Amã, 14 de novembro de 1935 – Amã, 7 de fevereiro de 1999) foi o terceiro rei da Jordânia, governando de 1952 até sua morte em 1999. Conhecido por sua habilidade diplomática e seu papel de liderança no Oriente Médio, Hussein assumiu o trono após a abdicação de seu pai, Talal, devido a problemas de saúde. Durante seu reinado, Hussein trabalhou para estabilizar a Jordânia, navegando em meio a conflitos regionais, como a Guerra dos Seis Dias e a Guerra do Golfo. Ele foi um defensor incansável da paz na região, especialmente em suas relações com Israel, culminando no Tratado de Paz Jordânia-Israel de 1994. Hussein também supervisionou importantes reformas econômicas e sociais dentro do país. Ele faleceu em 1999 e foi sucedido por seu filho Abdullah II.

## Família e primeiros anos de vida
Hussein pertence à dinastia dos haxemitas, cujos membros se consideram descendentes de Maomé. Era filho do rei Talal e de Zein al-Sharaf bint Jamil, bisneto de Hussein ibn Ali e primo do rei Faiçal II do Iraque.
Fez os seus estudos em Amã, no Victoria College de Alexandria e na Harrow School em Inglaterra. Neste país frequentou também a Royal Military Academy Sandhurst.

## Reinado
Em 1952 Hussein sucedeu ao pai, que devido aos seus problemas de esquizofrenia foi declarado inapto para governar pelo parlamento da Jordânia. Hussein foi coroado no ano seguinte, quando tinha apenas dezoito anos de idade.
Em 1957 teve que fazer frente um golpe de estado, por causa do qual decretou a lei marcial e dissolveu todos os partidos políticos. No ano seguinte sobreviveu a uma tentativa de assassinato ordenada pela Síria e em 1959 a uma nova tentativa de golpe de estado.
Hussein manteve uma política próxima dos estados ocidentais, em particular dos Estados Unidos e do Reino Unido. Procedeu a uma modernização do país e das forças armadas, tendo neste último caso recebido uma ajuda especial dos Estados Unidos.
Em 1967 na sequência da Guerra dos Seis Dias a Jordânia perdeu a Cisjordânia e a parte oriental de Jerusalém para Israel. Outra consequência da guerra seria a chegada de mais refugiados palestinianos à Jordânia, o que teria consequências políticas internas.
Por volta de 1970 os vários grupos que integravam a Organização para a Libertação da Palestina (OLP) tinham praticamente criado na Jordânia um estado dentro do estado, controlando áreas próximas da fronteira a partir das quais realizavam ataques contra Israel. Em setembro de 1970, Hussein enviou exército contra os palestinianos, que executaria milhares destes, naquilo que ficou conhecido como o Setembro Negro. A subjugação dos palestinianos na Jordânia ficou concluída em meados de 1971; os guerrilheiros da OLP bem como vários refugiados palestinianos fugiram para o Líbano.
A partir de 1979 Hussein iniciou o processo de reconciliação com Yasser Arafat, líder da OLP. Em 1987 abdicou das reivindicações territoriais jordanas sobre a Cisjordânia; desde então a tarefa de representação política dos palestinianos passaria a recair inteiramente sobre a OLP.
As primeiras eleições democráticas na Jordânia desde a Década de 1950 foram autorizadas pelo rei em 1989. As mulheres da Jordânia, aos quais o rei tinha concedido o direito de voto em 1974, tiveram nestas eleições a sua primeira participação. O resultado seria a conquista de cerca de 40% dos votos por parte de partidos políticos ligados ao fundamentalismo islâmico hostis ao rei. Em 1993 Hussein dissolveu o parlamento e convocou novas eleições, tendo desta feita saído como vencedoras as forças moderadas.
Em 1994 Hussein assinou com Yitzhak Rabin um tratado de paz com Israel numa aldeia fronteiriça entre os dois países. Contudo, o tratado não foi bem recebido por uma porção significativa da população.
Em 1998 adoeceu com cancro; o rei já tinha sido tratado nos Estados Unidos com sucesso a esta doença em 1992, mas desta feita acabaria por não sobreviver. Antes de falecer Hussein alterou a ordem sucessória, retirando o seu irmão Hassan como seu sucessor (este estava nomeado como sucessor desde 1965) para colocar na posição o seu filho mais velho Abdullah.

## Vida familiar
Hussein foi casado com quatro mulheres ao longo da sua vida. O seu primeiro casamento ocorreu em 1955 com a princesa Dina, com a qual teve uma filha, Alia; o casamento foi dissolvido no ano seguinte.
Em 1961 casou com uma inglesa, Antoinette Gardiner, que mudou o seu nome para Muna e com a qual teve o príncipe Abdullah II da Jordânia (actual rei), bem como Faisal, Aisha e Zein. Em 1972 divorciou-se de Muna e casou com Alia Baha Eddian, falecida num acidente de helicóptero de 1977. Com Alia teve dois filhos, a princesa Haya e o príncipe Ali.
O seu quarto casamento foi em 1978 com Lisa Najeeb Halaby, norte-americana de ascendência síria, inglesa e sueca. Ela alterou o seu nome para Noor após a conversão ao islão. Desta união resultaram dois filhos, Hamzah e Hashem, e duas filhas, Iman e Raiyah.